# Thales
Thales – francuski koncern elektroniczny dostarczający systemy i produkty wykorzystywane w transporcie lądowym, lotnictwie, wojsku oraz kosmonautyce.
Siedziba przedsiębiorstwa mieści się w Neuilly-sur-Seine, pod Paryżem. Do 2000 r. przedsiębiorstwo funkcjonowało jako Thomson-CSF.

## Grupa
Na całym świecie francuska grupa zatrudnia około 83 000 osób w 68 krajach, a jej obroty w 2020 roku wyniosły 17 miliardów euro. Ponad połowa jej pracowników pracuje poza Francją. Patrice Caine jest dyrektorem generalnym od grudnia 2014 r., wspieranym przez Henri Proglio jako prezesa. W 2020 r. 53% działalności Grupy jest dystrybuowane wśród klientów cywilnych, a 47% wśród klientów wojskowych (odpowiednio 55% i 45% w 2019 r.). Grupa jest głównym uczestnikiem międzynarodowych programów technologicznych, takich jak europejski program satelitarny Galileo i program lotniczy SESAR. Thales jest również sygnatariuszem niewiążącej inicjatywy ONZ Global Compact. Połowa rocznej sprzedaży firmy w 2016 r. (8,2 mld USD) dotyczyła sprzętu obronnego. Tym samym Thales stał się dziesiątą największą firmą obronną na świecie pod względem sprzedaży.